# Campeonato Argentino de Futebol de 2011–12
A Primeira Divisão do Campeonato Argentino de Futebol da temporada 2011-2012 foi a 82ª temporada da era profissional da principal divisão do futebol argentino. A disputa usou o mesmo regulamento dos anos anteriores.

## Regulamento
Disputada por 20 clubes, a Primera División é disputada em 2 torneios: Apertura e Clausura, ambos em turno único com todos contra todos. O 1º colocado de cada torneio sagra-se campeão do mesmo.

### Critérios de desempate
Caso haja empate de pontos entre dois clubes, os critérios de desempates serão aplicados na seguinte ordem (válido para cada torneio). Esse critério não ocorrerá para definir o campeão dos dois torneios, mas vale na pontuação geral para as vagas da Copa Sulamericana:
1. Saldo de gols
2. Gols marcados
3. Confronto direto

### Fase extra
Caso acontecer um empate de pontos com os primeiros colocados, ocorrerá uma "segunda fase" para definir o campeão de um dos torneios em "campos neutros". Se for dois clubes, será feito um único jogo. Caso for mais de dois, jogarão entre si em turno único, como aconteceu no Torneo Apertura de 2008 em que os três melhores tiveram a mesma pontuação e disputaram um "triangular decisivo".

### Rebaixamento
Para definir o rebaixamento, soma-se os pontos de todas as últimas 3 temporadas e divide-se pelo total de jogos. Os clubes que disputaram todas as últimas 3 temporadas têm seus pontos divididos por 114. Os clubes que disputaram as 2 últimas temporadas têm seus pontos divididos por 76. E os recém-promovidos têm seus pontos divididos por 38. O nome deste sistema é promedio de puntos (média de pontos) e é bastante criticado, já que prejudica bastante os recém-promovidos, forçando-os a marcar um bom número de pontos, cerca de 48 pontos em 38 jogos(significaria uma 10ª posição), para poder escapar do descenso. Os 2 piores da classificação, 19º e 20º, do promedio de puntos são rebaixados. Os outros 2 piores, 17º e 18º, disputam uma repescagem com o 3º e 4º da Primeira Nacional B.

### Libertadores
Também é usado o promedio de puntos. A diferença é que soma-se os pontos do Torneo Apertura da atual temporada com o Torneo Clausura da temporada anterior e divide-se por 38 partidas (no caso dos recém-promovidos tem seus pontos divididos por 19 partidas do Torneo Apertura. Os três melhores colocados se classificam para a Copa Libertadores da América.

## Ascensos e descensos
| Pos  | Equipes Promovidas  |
| ---- | ------------------- |
| 1º   | Atlético de Rafaela |
| 2º   | Unión               |
| Prom | San Martín (SJ)     |
| Prom | Belgrano            |

| Prom | Equipes rebaixadas na temporada 2010/11 |
| ---- | --------------------------------------- |
| 17º  | River Plate                             |
| 18°  | Gimnasia y Esgrima (LP)                 |
| 19º  | Huracán                                 |
| 20º  | Quilmes                                 |

## Equipes
| Equipe              | Cidade          | Estádio                                             | Capacidade |
| ------------------- | --------------- | --------------------------------------------------- | ---------- |
| All Boys            | Buenos Aires    | Islas Malvinas                                      | 21.500     |
| Argentinos Juniors  | Buenos Aires    | Diego Armando Maradona                              | 24.800     |
| Arsenal             | Sarandí         | El Viaducto                                         | 16.000     |
| Atlético de Rafaela | Rafaela         | Nuevo Monumental                                    | 17.000     |
| Banfield            | Lomas de Zamora | Florencio Sola                                      | 34.901     |
| Belgrano            | Córdoba         | Mario Alberto Kempes                                | 57.000     |
| Boca Juniors        | Buenos Aires    | Alberto J. Armando                                  | 49.000     |
| Colón               | Santa Fé        | Brigadier Estanislao López                          | 43.000     |
| Estudiantes         | La Plata        | Ciudad de La Plata Centenario Dr. José Luis Hirschi | 53.000     |
| Godoy Cruz          | Godoy Cruz      | Malvinas Argentinas                                 | 40.268     |
| Independiente       | Avellaneda      | Libertadores de América                             | 41.637     |
| Lanús               | Lanús           | Ciudad de Lanús - Néstor Díaz Pérez                 | 46.619     |
| Newell's Old Boys   | Rosario         | Marcelo Bielsa                                      | 35.095     |
| Olimpo              | Bahía Blanca    | Roberto N. Carminatti                               | 20.000     |
| Racing Club         | Avellaneda      | Presidente Juan Domingo Perón                       | 51.389     |
| San Lorenzo         | Buenos Aires    | Pedro Bidegain                                      | 47.489     |
| San Martín          | San Juan        | Ingeniero Hilario Sánchez                           | 28.000     |
| Tigre               | Victoria        | José Dellagiovanna                                  | 26.282     |
| Unión               | Santa Fé        | 15 de Abril                                         | 22.300     |
| Vélez Sarsfield     | Buenos Aires    | José Amalfitani                                     | 49.540     |

## Torneio Apertura 2011 - Tabela de posições final
| Pos | Equipe              | Pts | J  | V  | E  | D  | GF | GC | SG  |
| --- | ------------------- | --- | -- | -- | -- | -- | -- | -- | --- |
| 1º  | Boca Juniors        | 43  | 19 | 12 | 7  | 0  | 25 | 6  | 19  |
| 2º  | Racing Club         | 31  | 19 | 7  | 10 | 2  | 16 | 8  | 8   |
| 3º  | Vélez Sarsfield     | 31  | 19 | 9  | 4  | 6  | 22 | 17 | 5   |
| 4º  | Belgrano            | 31  | 19 | 8  | 7  | 4  | 21 | 16 | 5   |
| 5º  | Colón               | 31  | 19 | 8  | 7  | 4  | 19 | 15 | 4   |
| 6º  | Lanús               | 29  | 19 | 7  | 8  | 4  | 20 | 14 | 6   |
| 7º  | Tigre               | 27  | 19 | 7  | 6  | 6  | 22 | 19 | 3   |
| 8º  | Independiente       | 27  | 19 | 7  | 6  | 6  | 18 | 17 | 1   |
| 9º  | San Martín (SJ)     | 26  | 19 | 6  | 8  | 5  | 17 | 14 | 3   |
| 10º | Atlético de Rafaela | 26  | 19 | 8  | 2  | 9  | 22 | 26 | -4  |
| 11º | Unión               | 25  | 19 | 6  | 7  | 6  | 14 | 18 | -4  |
| 12º | Godoy Cruz          | 24  | 19 | 6  | 6  | 7  | 28 | 24 | 4   |
| 13º | Arsenal             | 24  | 19 | 6  | 6  | 7  | 21 | 20 | 1   |
| 14º | Estudiantes         | 23  | 19 | 6  | 5  | 8  | 24 | 24 | 0   |
| 15º | Argentinos Juniors  | 22  | 19 | 5  | 7  | 7  | 18 | 24 | -6  |
| 16º | All Boys            | 21  | 19 | 4  | 9  | 6  | 15 | 23 | -8  |
| 17º | San Lorenzo         | 19  | 19 | 5  | 4  | 10 | 13 | 19 | -6  |
| 18º | Newell's Old Boys   | 16  | 19 | 1  | 13 | 5  | 13 | 18 | -5  |
| 19º | Olimpo              | 16  | 19 | 2  | 10 | 7  | 15 | 25 | -10 |
| 20º | Banfield            | 11  | 19 | 3  | 2  | 14 | 13 | 29 | -16 |

### Evolução das posições
| Equipe / Rodada     | 01  | 02  | 03  | 04  | 05  | 06  | 07  | 08  | 09  | 10  | 11  | 12  | 13  | 14  | 15  | 16  | 17  | 18  | 19  |
| ------------------- | --- | --- | --- | --- | --- | --- | --- | --- | --- | --- | --- | --- | --- | --- | --- | --- | --- | --- | --- |
| All Boys            | 04º | 10º | 13° | 09º | 13º | 16° | 17º | 12º | 14º | 16º | 16° | 16º | 17° | 13º | 13º | 14º | 16º | 14º | 16º |
| Argentinos Juniors  | 04º | 10º | 16° | 17º | 18º | 18º | 19º | 19º | 19º | 18º | 19º | 20º | 18° | 18º | 16º | 16º | 15º | 16º | 15º |
| Arsenal             | 18º | 06º | 11° | 13º | 17º | 12° | 11º | 14º | 15º | 11º | 13º | 11° | 11° | 11º | 08º | 09º | 10º | 10º | 13º |
| Atlético de Rafaela | 01º | 09º | 07° | 01º | 01º | 03º | 02º | 03º | 06º | 02º | 03º | 02º | 02º | 04º | 09º | 10º | 04º | 08º | 10º |
| Banfield            | 20º | 20° | 20º | 20º | 20º | 20º | 20º | 20º | 20º | 19º | 20° | 18º | 20° | 20º | 20º | 20º | 20º | 20º | 20º |
| Belgrano            | 04º | 10º | 10° | 16º | 11º | 08º | 07º | 07º | 05° | 07º | 05º | 04º | 06º | 06º | 10º | 08° | 06º | 04º | 03º |
| Boca Juniors        | 12º | 02º | 01º | 02° | 02º | 01º | 01º | 01º | 01º | 01º | 01° | 01º | 01º | 01º | 01º | 01º | 01º | 01º | 01º |
| Colón               | 02º | 05º | 04° | 07° | 06º | 06º | 04º | 06º | 07º | 04º | 04º | 06º | 04º | 08º | 05º | 05° | 08º | 06º | 05º |
| Estudiantes         | 12º | 16º | 18° | 18º | 19° | 19° | 18º | 18º | 18º | 20º | 18º | 19º | 19° | 19º | 19º | 19º | 17º | 17º | 14º |
| Godoy Cruz          | 04º | 17º | 19° | 15º | 10º | 07º | 08º | 08º | 08º | 05º | 08º | 07º | 10° | 10º | 11º | 11° | 12º | 13º | 12º |
| Independiente       | 16º | 19° | 12° | 14º | 09º | 14° | 14º | 10º | 13º | 13º | 10º | 13º | 13º | 12º | 12º | 12° | 13º | 11º | 08º |
| Lanús               | 03º | 01º | 05º | 04° | 03º | 02º | 03º | 04º | 03º | 06º | 09º | 08º | 05º | 03º | 07º | 07° | 05º | 03º | 06º |
| Newell's Old Boys   | 12º | 13º | 14° | 09º | 13º | 13° | 12º | 15º | 16º | 17º | 17º | 17º | 16° | 17º | 18º | 18º | 19º | 19º | 18º |
| Olimpo              | 12º | 13º | 15° | 18º | 15º | 17° | 16º | 17º | 17º | 12º | 14° | 15º | 15º | 16º | 17º | 17º | 18º | 18º | 19º |
| Racing Club         | 04º | 03º | 02º | 03° | 04º | 04° | 05º | 02º | 02º | 03º | 02º | 03º | 03º | 02º | 02º | 03° | 02º | 02º | 02º |
| San Lorenzo         | 19º | 07º | 06° | 05° | 07º | 11° | 13º | 09º | 11º | 14º | 11º | 12º | 14º | 15º | 15º | 15º | 14º | 15º | 17º |
| San Martín (SJ)     | 16º | 08º | 08° | 08º | 11º | 15° | 15º | 16º | 12º | 15º | 15º | 14º | 12º | 14º | 14º | 13° | 11º | 12º | 09º |
| Tigre               | 04º | 15º | 09° | 09º | 05º | 05° | 06º | 05º | 04º | 07º | 05º | 09º | 08° | 05º | 03º | 02° | 03º | 07º | 07º |
| Unión               | 04º | 18º | 17° | 12º | 16º | 09º | 09º | 11º | 09º | 10º | 12º | 10º | 09° | 09º | 06º | 06° | 09º | 09º | 11º |
| Vélez Sarsfield     | 04º | 03º | 02º | 06° | 07º | 10° | 10º | 13º | 10º | 09º | 07º | 04º | 07º | 07º | 03º | 04° | 06º | 05º | 03º |

## Tabela somatória do ano de 2011
Esta tabela foi utilizada como classificatória para a Copa Libertadores da América de 2012 e para a Copa Sul-Americana de 2012.
| Pos | Equipe               | Cl11 | Ap11 | Pts | J  | V  | E  | D  | GF | GC | SG  |
| --- | -------------------- | ---- | ---- | --- | -- | -- | -- | -- | -- | -- | --- |
| 1º  | Boca Juniors (*)     | 28   | 43   | 71  | 38 | 19 | 14 | 5  | 50 | 28 | 22  |
| 2º  | Vélez Sarsfield (**) | 39   | 31   | 70  | 38 | 21 | 7  | 10 | 58 | 34 | 24  |
| 3º  | Lanús                | 35   | 29   | 64  | 38 | 17 | 13 | 8  | 49 | 30 | 19  |
| 4º  | Godoy Cruz           | 34   | 24   | 58  | 38 | 16 | 10 | 12 | 61 | 52 | 9   |
| 5º  | Independiente        | 29   | 27   | 56  | 38 | 14 | 14 | 10 | 48 | 37 | 11  |
| 6º  | Racing Club          | 23   | 31   | 54  | 38 | 14 | 12 | 12 | 41 | 34 | 7   |
| 7º  | Tigre                | 25   | 27   | 52  | 38 | 13 | 13 | 12 | 47 | 45 | 2   |
| 8º  | Argentinos Juniors   | 30   | 22   | 52  | 38 | 12 | 16 | 10 | 34 | 35 | -1  |
| 9º  | Colón                | 21   | 31   | 52  | 38 | 14 | 10 | 14 | 39 | 42 | -3  |
| 10º | Arsenal (***)        | 25   | 24   | 49  | 38 | 12 | 13 | 13 | 46 | 42 | 4   |
| 11º | Estudiantes          | 24   | 23   | 47  | 38 | 12 | 11 | 15 | 42 | 43 | -1  |
| 12º | Olimpo               | 30   | 16   | 46  | 38 | 10 | 16 | 12 | 43 | 48 | -5  |
| 13º | All Boys             | 25   | 21   | 46  | 38 | 11 | 13 | 14 | 29 | 42 | -13 |
| 14º | San Lorenzo          | 23   | 19   | 42  | 38 | 10 | 12 | 16 | 32 | 36 | -4  |
| 15º | Banfield             | 27   | 11   | 38  | 38 | 10 | 8  | 20 | 37 | 52 | -15 |
| 16º | Newell's Old Boys    | 16   | 16   | 32  | 38 | 5  | 17 | 16 | 29 | 50 | -21 |
| 17º | Belgrano             | -    | 31   | 31  | 19 | 8  | 7  | 4  | 21 | 16 | 5   |
| 18º | San Martín (SJ)      | -    | 26   | 26  | 19 | 6  | 8  | 5  | 17 | 14 | 3   |
| 19º | Atlético de Rafaela  | -    | 26   | 26  | 19 | 8  | 2  | 9  | 22 | 26 | -4  |
| 20º | Unión                | -    | 25   | 25  | 19 | 6  | 7  | 6  | 14 | 18 | -4  |

(*) Classificado como campeão de Apertura 2011.
(**) Classificado como campeão dd Clausura 2011.
(***) Classificado como equipe de melhor desempenho na Copa Sulamericana 2011.
|  |                                                       |
|  | Classificados para segunda fase da Copa Libertadores. |
|  | Classificado para primeira fase da Copa Libertadores. |
|  | Clasificados para a Copa Sulamericana.                |

- Argentina teve 5 vagas para Copa Libertadores: os 4 primeiros classificaram-se para segunda fase e foram o campeão do Torneo Clausura 2011, do Torneo Apertura 2011, e os 2 melhores clubes desta tabela. Assim mesmo, a equipe de melhor desempenho na Copa Sulamericana 2011 classificou-se a primeira fase.
- Argentina tevo também 6 vagas para Copa Sulamericana, que obtiveram os seis clubes melhor classificados desta tabela, depois dos classificados para Copa Libertadores. O campeão da Copa Argentina 2011/12, se não for algum dos previamente classificados,repassará ao último deles.

## Torneio Clausura 2011 - Tabela de posições final
| Pos | Equipe              | Pts | J  | V  | E  | D  | GF | GC | SG  |
| --- | ------------------- | --- | -- | -- | -- | -- | -- | -- | --- |
| 1º  | Arsenal             | 38  | 19 | 11 | 5  | 3  | 30 | 15 | 15  |
| 2º  | Tigre               | 36  | 19 | 10 | 6  | 3  | 29 | 15 | 14  |
| 3º  | Vélez Sarsfield     | 33  | 19 | 9  | 6  | 4  | 26 | 15 | 11  |
| 4º  | Boca Juniors        | 33  | 19 | 9  | 6  | 4  | 30 | 20 | 10  |
| 5º  | All Boys            | 33  | 19 | 9  | 6  | 4  | 21 | 12 | 9   |
| 6º  | Newell's Old Boys   | 32  | 19 | 9  | 5  | 5  | 26 | 19 | 7   |
| 7º  | Colón               | 29  | 19 | 7  | 8  | 4  | 24 | 18 | 6   |
| 8º  | Argentinos Juniors  | 27  | 19 | 7  | 6  | 6  | 16 | 15 | 1   |
| 9º  | Estudiantes         | 27  | 19 | 7  | 6  | 6  | 23 | 24 | -1  |
| 10º | Lanús               | 26  | 19 | 7  | 5  | 7  | 19 | 18 | 1   |
| 11º | Unión               | 25  | 19 | 5  | 10 | 4  | 21 | 20 | 1   |
| 12º | San Lorenzo         | 25  | 19 | 6  | 7  | 6  | 22 | 23 | -1  |
| 13º | Atlético de Rafaela | 24  | 19 | 6  | 6  | 7  | 26 | 24 | 2   |
| 14º | Belgrano            | 24  | 19 | 6  | 6  | 7  | 17 | 20 | -3  |
| 15º | San Martín (SJ)     | 22  | 19 | 6  | 4  | 9  | 21 | 29 | -8  |
| 16º | Independiente       | 20  | 19 | 5  | 5  | 9  | 22 | 28 | -6  |
| 17º | Racing Club         | 19  | 19 | 5  | 4  | 10 | 18 | 26 | -8  |
| 18º | Godoy Cruz          | 14  | 19 | 2  | 8  | 9  | 11 | 25 | -14 |
| 19º | Olimpo              | 13  | 19 | 3  | 4  | 12 | 20 | 34 | -14 |
| 20º | Banfield            | 11  | 19 | 2  | 5  | 12 | 15 | 37 | -22 |

### Evolução das posições
| Equipa / Data      | 01  | 02  | 03  | 04  | 05  | 06  | 07  | 08  | 09  | 10  | 11  | 12  | 13  | 14  | 15  | 16  | 17  | 18  | 19  |
| ------------------ | --- | --- | --- | --- | --- | --- | --- | --- | --- | --- | --- | --- | --- | --- | --- | --- | --- | --- | --- |
| All Boys           | 09º | 05º | 04º | 05º | 05º | 07º | 08º | 11º | 09º | 07° | 06° | 05º | 06º | 06º | 05º | 06º | 06º | 06º | 05º |
| Argentinos Juniors | 09º | 14º | 19º | 13° | 15º | 09º | 11º | 08º | 11º | 12° | 14° | 15º | 13º | 09º | 11º | 07º | 10º | 08º | 08º |
| Arsenal            | 09º | 11º | 16º | 17° | 12º | 06º | 06º | 04º | 02º | 04º | 05° | 06º | 05º | 04º | 03º | 03º | 03º | 01º | 01º |
| Atl. de Rafaela    | 02º | 03º | 08º | 12º | 18º | 19º | 15º | 19º | 12º | 15° | 12° | 13º | 15º | 15º | 14º | 14º | 16º | 15º | 13º |
| Banfield           | 20º | 20º | 15º | 16° | 19º | 20º | 20º | 16º | 17º | 19° | 18° | 19º | 19º | 19° | 20º | 20º | 20º | 20º | 20º |
| Belgrano           | 09º | 18º | 13º | 06° | 08º | 12º | 13º | 09º | 07º | 09° | 09° | 10º | 12º | 13º | 10º | 13º | 13º | 12º | 14º |
| Boca Juniors       | 03º | 05º | 03º | 01º | 04º | 02º | 02º | 01º | 01º | 01º | 01º | 01º | 01º | 02º | 01º | 01º | 01° | 03º | 04º |
| Colón              | 09º | 16º | 09º | 10° | 17º | 17º | 09º | 10º | 08º | 10° | 07° | 09º | 07º | 07º | 07º | 11º | 08º | 07º | 07º |
| Estudiantes        | 05º | 11º | 07º | 04º | 03º | 04º | 01º | 05º | 05º | 06° | 08° | 12º | 14º | 10º | 08º | 09º | 11º | 09º | 09º |
| Godoy Cruz         | 05º | 07º | 10º | 11° | 16º | 15° | 17º | 15º | 15º | 18° | 17° | 18º | 18º | 18º | 18º | 18º | 18º | 18º | 18º |
| Independiente      | 17º | 19º | 20º | 20º | 20º | 16º | 19º | 13º | 13º | 11° | 11° | 08º | 10º | 14º | 15º | 15º | 17º | 16º | 16º |
| Lanús              | 01º | 01º | 05º | 07° | 11º | 14º | 15º | 18º | 19º | 14° | 16° | 14º | 09º | 08º | 12º | 08º | 07º | 10º | 10º |
| Newell's Old Boys  | 05º | 07º | 10º | 14° | 07º | 05º | 04º | 02º | 03º | 02º | 02° | 03º | 02º | 01º | 04º | 04º | 04º | 04º | 06º |
| Olimpo             | 18º | 09º | 14º | 08º | 13º | 18º | 18º | 20º | 20º | 20º | 20º | 20º | 20º | 20º | 19º | 19º | 19º | 19º | 19º |
| Racing Club        | 09º | 14º | 18º | 19º | 14º | 08º | 10º | 14º | 14º | 16° | 15° | 17º | 16º | 16º | 16º | 16º | 14º | 17º | 17º |
| San Lorenzo        | 19º | 17º | 12º | 15º | 09º | 10º | 14º | 18º | 18º | 13° | 13° | 11º | 11º | 12º | 13º | 12º | 12º | 13º | 12º |
| San Martín (SJ)    | 04º | 10º | 06º | 09° | 06º | 11º | 12º | 12º | 16º | 17° | 19° | 16º | 17º | 17º | 17º | 17º | 15º | 14º | 15º |
| Tigre              | 09º | 04º | 02º | 02º | 01º | 01º | 03º | 06º | 06º | 05° | 04° | 04º | 03º | 03º | 02º | 02º | 02º | 02º | 02º |
| Unión              | 09º | 13º | 17º | 18° | 10º | 13º | 07º | 07º | 10º | 08° | 10° | 07º | 08º | 11º | 09º | 10º | 08º | 11º | 11º |
| Vélez Sarsfield    | 05º | 02º | 01º | 03º | 02º | 03º | 05º | 03º | 04º | 03º | 03° | 02º | 04º | 05º | 06º | 05º | 05º | 05º | 03º |